# Sphiggurus
Sphiggurus è un genere di porcospini della famiglia Erethizontidae.
Comprende le seguenti specie:
- Sphiggurus ichillus
- Sphiggurus insidiosus
- Sphiggurus melanurus
- Sphiggurus mexicanus
- Sphiggurus pruinosus
- Sphiggurus roosmalenorum
- Sphiggurus spinosus
- Sphiggurus vestitus
- Sphiggurus villosus